# Mango indyjskie

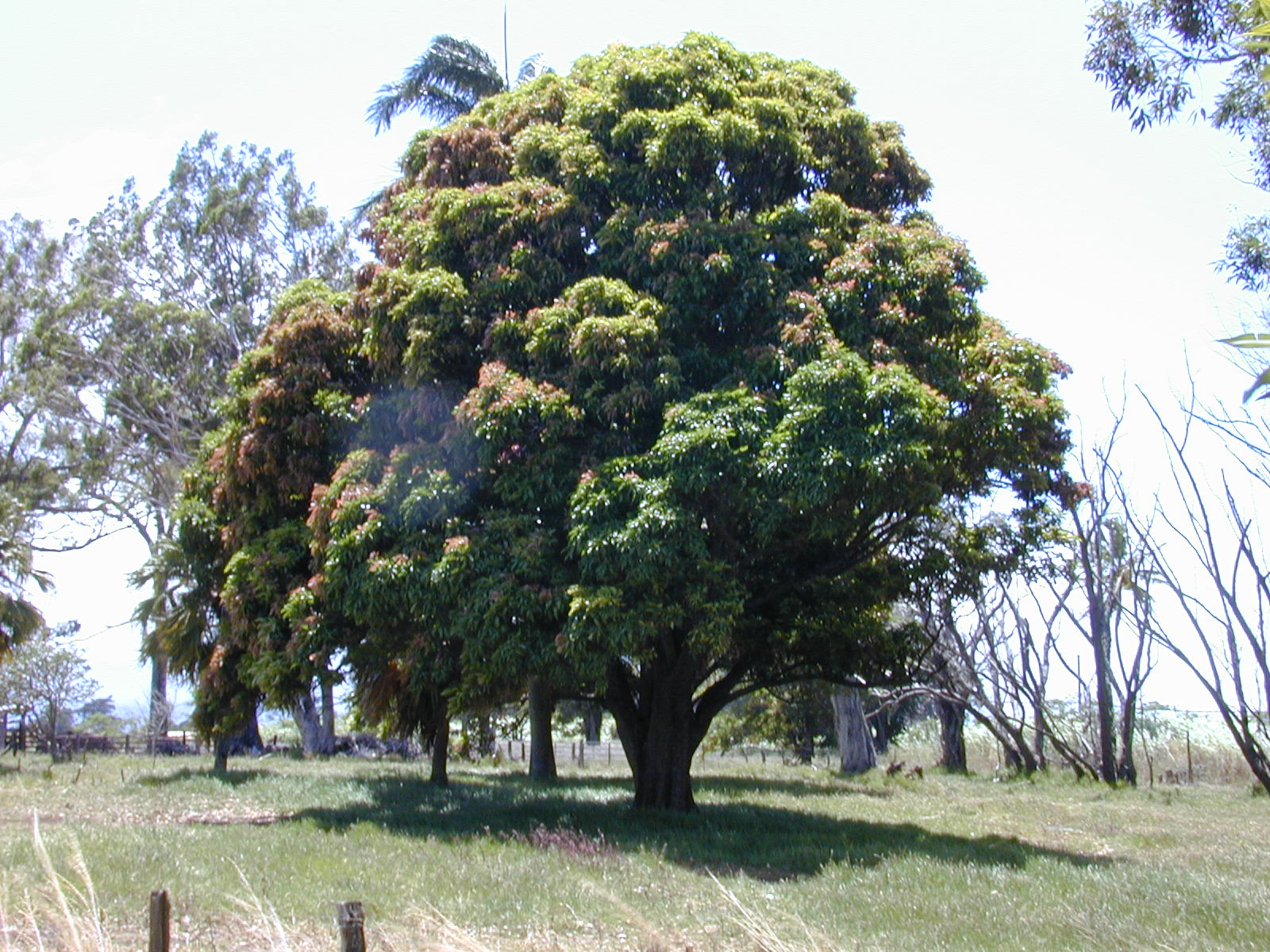
Pokrój

Mango indyjskie (Mangifera indica L.), zwane też mangusodrzewem, mangowym drzewem, posmaczem indyjskim – gatunek drzew należący do rodziny nanerczowatych. Pochodzi z obszarów Indii, Malezji, Chin, Filipin. Uprawiany jest w rejonach o klimacie zbliżonym do klimatu zwrotnikowego.

## Morfologia

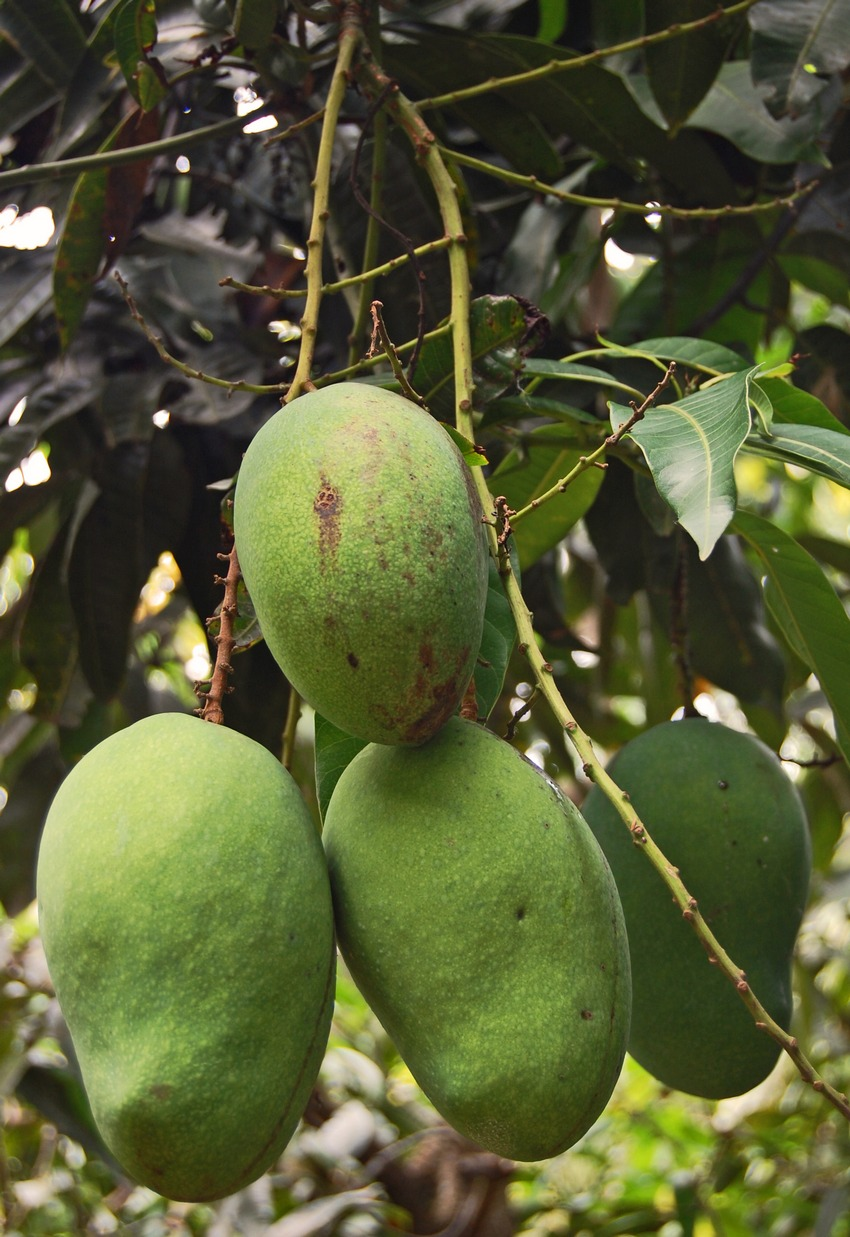
Owoce mango

PokrójDrzewo wiecznie zielone dorastające do 30 m wysokości. Drzewa odmian szlachetnych nie są tak wysokie, ale bardziej rozłożyste.
LiścieLancetowate, całobrzegowe, podłużne, do 25 cm długości, zebrane w rozety.
KwiatyKwiaty o barwie żółtej lub czerwonej są małe, niepozorne, zebrane w duże, rozgałęzione kwiatostany. Jeden kwiatostan składa się czasami z 5000–7000 kwiatów.
Owoce
Pestkowce o długości do 15–20 cm. 55% owocu stanowi miąższ, resztę stanowi nasienie – pestka (budową przypomina śliwkę). Jest ona duża, silnie spłaszczona, przytwierdzone są do niej włókna. W owocach szlachetnych odmian włókna te znajdują się tylko przy pestce, w owocach odmian prymitywnych przebiegają przez cały miąższ, co obniża jakość owocu. Owoc jest na ogół wydłużony i spłaszczony. Skórka ma początkowo barwę ciemnozieloną, przechodząca później w różne odcienie żółto-złoto-czerwone. Skórka jest cienka i gładka, lecz twarda, dlatego, pomimo iż jest jadalna, usuwa się ją przed spożyciem. Miąższ ma barwę pomarańczowożółtą, jest bardzo aromatyczny i soczysty. Owoce niektórych odmian półdzikich mają mocny posmak żywiczny. Wielkość owocu jest różna. Znane są odmiany o owocach średniej wielkości, ważących 100–200 g. Najlepsze handlowe odmiany maja owoce większe: 300–500 g. Są też odmiany o owocach ważących od 1–2 kg.

## Biologia i ekologia
Drzewa mango są długowieczne, dożywają 300 lat i więcej. Rosną na wysokości do 1200 m n.p.m. Zarówno kwiaty, jak i kwiatostany rozwijają się stopniowo. Okres kwitnienia wynosi 20–40 dni. Kwiaty mango są wiatropylne, ale owady odgrywają ważną rolę w zapylaniu. Mango kwitnie najczęściej raz w roku, w Indiach od grudnia do marca, a w USA w styczniu i lutym.

## Zastosowanie

### Roślina jadalna
Mango jest najważniejszym owocem Indii. Stanowi połowę produkcji owoców w Indiach, wynoszącą 7 mln ton. Sady mangowca zajmują tam powierzchnię 1 mln ha. Poza Indiami uprawia się go w wielu krajach, zwłaszcza w klimacie zwrotnikowym i podzwrotnikowym (Mjanma, Syjam, Pakistan). Hiszpanie i Portugalczycy zawieźli mango indyjskie do Ameryki Południowej, stamtąd trafiło ono do Afryki oraz Australii. Dziś mango uprawiane jest także w Ameryce Północnej.
Owoce mango u alergików mogą powodować podrażnienia skóry, polegające na puchnięciu warg i wysypce pojawiającej się na ciele.
- Przechowywanie

Owoce, które mają być przechowywane przez dłuższy okres lub też transportowane na większą odległość, zbiera się jeszcze wcześniej, gdy zielona ich barwa zaczyna jaśnieć. Niedojrzałe, twarde jeszcze owoce, mogą dojrzeć normalnie i osiągnąć swój właściwy smak, nie zniosą jednak długiego przechowywania lub transportu. Maksymalny czas przechowywania w najlepszych warunkach nie przekracza 10 tygodni. Powodem tak krótkiego przechowywania się owoców jest ich wrażliwość na niskie temperatury. Mango jest wrażliwe na mróz. Już lekkie przymrozki dochodzące do -2 st. C mogą wyrządzić bardzo poważne szkody na plantacjach. Owoce niektórych odmian łatwo się psują, nawet w temperaturze +10 st. C. Na ich powierzchni występują brązowe plamy, miąższ nie mięknie, nie dojrzewa, natomiast pleśnie opanowują całe owoce, powodując ich gnicie.
- Wartości odżywcze

Wartość energetyczna najbardziej popularnej odmiany mango to ok. 272 kJ (65 kcal) w 100 g owocu. Świeże mango zawiera wiele składników odżywczych, z których najwięcej jest witaminy C i kwasu foliowego, odpowiednio ok. 46% i 3% dziennej zalecanej dawki.
Zawartość składników odżywczych i cennych związków aktywnych różnić się może w zależności od odmiany rośliny. Dotychczas wyizolowano z mango ok. 25 różnych karotenoidów, przy czym największy udział należy do beta-karotenu, który decyduje o żółto-pomarańczowym zabarwieniu miąższu większości odmian. Mango zapewnia również znaczną zawartość polifenoli, takich jak kwercetyna, kemferolu, kwas galusowy, kwas kofeinowy, katechiny.
Zarówno w skórce, jak i w miąższu mango, znaleźć można liczne związki fitochemiczne, takie jak triterpen, czy lupeol, który jest poddawany licznym badaniom podstawowym, ze względu na potencjalne działanie zdrowotne.

### Sztuka kulinarna
- Z młodych liści mango mieszkańcy Indii sporządzają sałatkę.
- Owoc mango jest bardzo smaczny, o słodkim smaku i specyficznym aromacie. Spożywany jest na surowo, konserwuje się go w puszkach, służy do wyrobu soków, dżemów, galaretek, suszone owoce dodaje się do sosów.
- Pokrojony miąższ dodaje się do sałatek owocowych, lodów, słodkich potraw, przystawek z szynki, raków, łososia i potraw mięsnych.
- W Indiach nasiona wydobywane z pestek służyły jako pokarm w okresach głodu. Z nasion wyrabia się masło mangowe, są one środkiem przeciw robaczycom.
- W niektórych rejonach Indii mango stanowi w pewnej porze roku główne, a czasem jedyne pożywienie ludności. Jest bardzo bogatym źródłem β-karotenu (2,35 mg na 100 g owocu[9]).

### Roślina kosmetyczna
Od dawna dzięki swoim właściwościom zmiękczającym i ochronnym olejek z mango był składnikiem kremów pielęgnacyjnych. Aktywne substancje zawarte w ekstrakcie z mango czynią go doskonałym surowcem znajdującym swoje zastosowanie w produktach do pielęgnacji skóry i włosów ze względu na działanie nawilżające i kondycjonujące. Dzięki zawartości witamin C i E – wykorzystywany jest w produktach o działaniu przeciwstarzeniowym ponieważ doskonale nawilża warstwę rogową, przywraca skórze elastyczność i młodzieńczy wygląd.

### Drewno
Niskiej jakości drewno drzewa mangowego używane jest jako opał i surowiec na skrzynki.

## Uprawa
- Historia uprawy: Przypuszcza się, że zaczęto je uprawiać w Indiach ok. 4000 lat temu. Już w najstarszych księgach hinduskich znajdują się wzmianki o mango, które nazywane jest „owocem bogów”. Współczesna literatura sadownicza opisuje ponad 1000 jego odmian.
- Sposób uprawy: Mango owocuje zwykle przemiennie, co drugi rok plon jest bardzo mały. Drzewa cierpiące na niedostatek azotu owocują co 3–4 lata. Owoce mango rosną bardzo szybko, ostateczną wielkość mogą uzyskać już w 2 miesiące po kwitnieniu, a 3 do 4 miesięcy po kwitnieniu dojrzewają na drzewach i można je zbierać. Sezon dojrzewania mango jest bardzo krótki (najczęściej w końcu maja, a najpóźniej w lipcu). Istnieje sposób zmuszenia drzew do kwitnienia drzew w takiej porze roku, w jakiej normalnie nie kwitną, wskutek czego owocują one w porze nietypowej. Sposób ten jest stosowany od niepamiętnych czasów na Filipinach, polega na paleniu pod drzewami ognisk z trawy lub innych materiałów pochodzenia roślinnego – przez tydzień. Najlepsze rezultaty daje palenie ognisk w grudniu i styczniu. Jest to zabieg kosztowny i nie nadający się do stosowania na szeroka skalę. Owoce mango mogą uzyskać na drzewie dojrzałość konsumpcyjną, wówczas jednak łatwo spadają. Dlatego nawet do bezpośredniej konsumpcji zrywa się je przynajmniej kilka dni wcześniej, kiedy dopiero zaczynają mięknąć, a zielona skórka ma już pomarańczowoczerwoną barwę. Owoce wcześniej zerwane dojrzewają w ciągu kilku dni w temperaturze pokojowej.

## Znaczenie w hinduizmie
- Drzewo mango symbolicznie reprezentuje bóstwa: Lakszmi, Gandharwa, Gowardhan[11].
- Ogrody i lasy mangowe wspominają największe eposy hinduistyczne Ramajana i Mahabharata[12].
- Liście mango (dokładnie pięć liści) używane są:
  - w ceremoniach jadźńa,
  - do dekorowania naczynia Lakszmi Ghata,
  - podczas hinduistycznej ceremonii ślubnej.
- Kwiaty mango używane są w kulcie bogini Saraswati[12].
- Drzewo amra czczone jest jako sthalawryksza przy miejscu pielgrzymkowym (tirtha) w Kanchipuram w południowoindyjskim stanie Tamil Nadu[13].